# 佐乃健介
佐乃 健介（さの けんすけ、1979年9月24日 - 本名：近藤健介）は、日本の音楽プロデューサー、ソングライター。株式会社サノクリエイション代表取締役社長。株式会社クリエイティブコンコース代表取締役社長。愛知芸術文化協会正会員。ANETてな委員。愛知県名古屋市緑区生まれ。血液型はO型。にっぽんど真ん中まつりを中心に年間25団体2000名のプロデュースを担当受賞歴多数。

## 略歴
1979年9月24日愛知県名古屋市生まれ。13歳でDTMによる作曲をはじめ、20歳でロックバンドデビューを経て、演劇、イベントなどに楽曲提供する傍らタレントマネジメントを開始。
2004年フードファイター小林尊マネジメント、2011年グレート家康公「葵」武将隊制作協力、2012年あいち戦国姫隊音楽プロデュース及び楽曲提供開始。
2013年あいちトリエンナーレ祝祭ウィーク「Re:ALICE」音楽監督。
2016年文化庁「第31回国民文化祭・あいち2016」開会式音楽出展、文化庁「第31回国民文化祭・あいち2016」閉会式音楽出展及び出演 、厚生労働省「第16回全国障害者芸術・文化祭あいち大会・親指王子」音楽プロデュース。愛知県安城市PRソング「空に願いを～Fly to the Sky～」楽曲提供。
2018年南知多町観光大使さうすのぅめにぃプロデュース、知多トラフィックキャラバン隊制作総指揮。名古屋城尾張ハロウィン道中発表。
2019年名古屋市公会堂再開館記念式典音楽出展、フォーチュンエンターテイメントの男性グループ「祭nine.」の日本武道館公演「祭元年～新しい挑戦～」のオープニングをプロデュース、BMK・エリア研究生の総勢24名でよさこい踊りを披露した。フォーチュンエンターテイメントの女性グループ「小野小町」ハイパー日舞、イリュージョン楽曲プロデュース。にっぽんど真ん中祭り20周年記念総踊り「晴れルヤ！」作詞・作曲・プロデュース。
2021年名古屋栄に才能発掘型"複合スタジオ"ELEVEN BASEを立ち上げ。
2023年豊川市市政８０周年記念楽曲「豊川、豊か」作曲（演歌歌手山川豊歌唱）。にっぽんど真ん中祭り25周年記念総踊り「どまつり節」作詞・作曲・編曲・プロデュース。

## 受賞歴

### 受賞楽曲
- 第25回にっぽんど真ん中祭りグランプリファイナル「総合どまつり大賞」内閣総理大臣賞（2023）-嘉們-KAMON-
- 第24回にっぽんど真ん中祭り「どまつり総合大賞」内閣総理大臣賞（2018）kagura
- 第22回にっぽんど真ん中祭り「どまつり大賞」内閣総理大臣賞（2020）-嘉們-KAMON-
- 第21回にっぽんど真ん中祭り「どまつり大賞」内閣総理大臣賞（2019）-嘉們-KAMON-
- 第20回にっぽんど真ん中祭り「どまつり大賞」内閣総理大臣賞（2018）kagura
- 第18回にっぽんど真ん中祭り「どまつり大賞」内閣総理大臣賞（2016）-嘉們-KAMON-
- 第16回にっぽんど真ん中祭り「U-40部門大賞」（2014）守破離
- 第16回にっぽんど真ん中祭り「U-40部門大賞」（2013）笑”Jr.

## 作品

### 楽曲提供先
- あいち戦国姫隊（2012年-現在）
- 嘉們-KAMON-（2014-現在）大阪府大阪市
- どまつりダンスチーム kagura（2011年-現在）愛知県名古屋市
- KanoN（2015-現在）愛知県名古屋市
- 大阪大学お祭りダンスサークル祭楽人（2016-現在）大阪府箕面市
- 京炎そでふれ!おどりっつ（2017-現在）京都府京都市
- 岡山うらじゃ連　蓮雫（2010年-現在）岡山県
- 関学よさこい連　炎流（2009-現在）兵庫県三田市
- 豊明乱舞（2009-現在）愛知県豊明市
- 岐阜聖徳学園大学柳（2013-現在）岐阜県
- 大阪市立大学チーム朱蘭（2011-現在）大阪府大阪市
- 天嵩〜Amata〜（2019-現在）北海道千歳市
- 笑" Jr. （2011年-2014年）愛知県犬山市
- 常笑（2012-2013）愛知県日進市
- 祭nine.（2019年）
- 小野小町（2019年）
- テスク&祭人（2019/2024）北海道札幌市
- 浜松学生連　鰻陀羅（2009-2013）静岡県浜松市
- 東京農業大学YOSAKOIソーラン部大黒天（2016-2022）神奈川県厚木市
- 夜宵（2013-2014）愛知県名古屋市
- Naogoya Young Artist Festival（2005）
- 学生か?!（2005）愛知県名古屋市
- ASH☆彡（2006・2008）愛知県名古屋市
- 心纏い（2006-2019）愛知県名古屋市
- setu（2007）合同チーム
- 祭戦隊伝思レンジャー（2007-2012）
- 笑TIME（2008）三重県桑名市
- 東京学生生っ粋（2008）東京都文京区
- WARU（2008-2009）企画チーム
- イエッサー→（2008-2010）企画チーム
- 彩都758（2009）愛知県名古屋市
- はんだ踊りん!チーム”GON”（2010・2012）愛知県半田市
- 西金沢SUN跳芽（2010-2011）石川県
- 風鈴鹿山（2010-2014）三重県鈴鹿市
- wakamiya845（2011）
- 百輝夜光（2012）滋賀県
- アクティブ大曽根（2012-2014）愛知県名古屋市
- Anjo"北斗"（2012-2017）愛知県安城市
- 【豊夢】よさこいダンスチーム（2013）三重県
- 守破離（2014-2020）愛知県名古屋市
- 祭舞WaiWai（2017-2019）愛知県愛知郡
- 東海大学　響（2017）神奈川県平塚市
- 知多トラフィックキャラバン隊（2018）知多半島
- 南知多町観光大使さうすのぅめにぃ（2018年）愛知県知多郡南知多町
- 津凪-tsunagi-（2018-2020）三重県津市

### 楽曲一覧
2005
- Nagoya Young Artist Festival 2005

2006
- 心鼓み〜夢掛ける空、大地〜／心纏い・愛知県名古屋市
- SCENE／ASH☆彡・愛知県名古屋市

2007
- 心拍子～心に響くは～／心纏い・愛知県名古屋市
- 情熱の赤レンジャー／祭戦隊伝思レンジャー
- 春雷節夏／setu

2008
- 一心　～心重ねて～／心纏い・愛知県名古屋市
- 希望の黄レンジャー／祭戦隊伝思レンジャー
- RADIO STAR／ASH☆彡　愛知県名古屋市
- Love,Peace and Go!!／イエッサー→
- Waru See Night／わるのり団
- 花道／笑TIME・三重県桑名市
- 大旋風／東京学生　生っ粋・東京都文京区

2009
- 重なる心、七つの想い／心纏い・愛知県名古屋市
- 青春の青レンジャー／祭戦隊伝思レンジャー
- Breve in Love／イエッサー→
- WARU 2009／わるのり団
- 百華総爛／豊明乱舞・愛知県豊明市
- 炎陣／関学よさこい連　炎流・兵庫県三田市
- 奏宙／浜松学生連　鰻陀羅・静岡県浜松市
- 彩ノ花／彩都758・愛知県名古屋市

2010
- 心躍る／心纏い・愛知県名古屋市
- 幸せの桃レンジャー／祭戦隊伝思レンジャー
- DEADHEAT☆DANCEBEAT／イエッサー→
- 赤レンジャーvsわるのり団・わるのり団
- 天の時桶狭間／豊明乱舞・愛知県豊明市
- 喜火／関学よさこい連炎流・兵庫県三田市
- 時代絵巻／浜松学生連鰻陀羅・静岡県浜松市
- 雫／岡山うらじゃ連蓮雫・岡山県
- 金沢讃歌／西金沢SUN跳芽・石川県
- 鈴鹿山／風鈴鹿山・三重県鈴鹿市
- 童話の里の彼岸花／はんだ踊りん!チーム”GON"

2011
- 心響かせ／心纏い・愛知県名古屋市
- 友情の緑レンジャー／祭戦隊伝思レンジャー
- 荒魂!心粋／豊明乱舞・愛知県豊明市
- 炎JOY／関学よさこい連炎流・兵庫県三田市
- 四重奏／岡山うらじゃ連蓮雫・岡山県
- 金沢風雅／西金沢SUN跳芽・石川県
- 思いのまま／風鈴鹿山・三重県鈴鹿市
- 百鬼夜行／どまつりダンスチームkagura・愛知県名古屋市
- 彩天／大阪市立大学チーム朱蘭・大阪府大阪市
- Now!／笑゛Jr・愛知県犬山市
- 煌～kirameki～／Wakamiya845
- Welcome to the Paralell World／Yosakoi Toy Company

2012
- 喝采／心纏い・愛知県名古屋市
- 空の音／心纏い・愛知県名古屋市
- 祭戦隊伝思レンジャー／祭戦隊伝思レンジャー
- 昇華一大絵巻／豊明乱舞・愛知県豊明市
- 炎奏／関学よさこい連炎流・兵庫県三田市
- 瞬感／岡山うらじゃ連蓮雫・岡山県
- SUZUKAOROSHI／風鈴鹿山・三重県鈴鹿市
- 遊女濃安都／どまつりダンスチームkagura・愛知県名古屋市
- 響神／大阪市立大学チーム朱蘭・大阪府大阪市
- お祭りSummer／笑゛Jr・愛知県犬山市
- 紡／Anjo"北斗"・愛知県安城市
- 天翔／浜松学生連鰻陀羅・静岡県浜松市
- 龍の舞／アクティブ大曽根・愛知県名古屋市
- 半田にきやしゃんせ／はんだ踊りん!チーム”GON"
- 咲ら川／常笑・愛知県日進市
- 挑戦者／百輝夜光

2013
- 心奮わす夢興し／心纏い・愛知県名古屋市
- 革命～Run Brave～／豊明乱舞・愛知県豊明市
- 炎天炎／関学よさこい連炎流・兵庫県三田市
- 迫動／岡山うらじゃ連蓮雫・岡山県
- 長太の大楠／風鈴鹿山・三重県鈴鹿市
- 祀鬼祭／どまつりダンスチームkagura・愛知県名古屋市
- 心一宴／大阪市立大学チーム朱蘭・大阪府大阪市
- 放課後!DASH／笑゛Jr・愛知県犬山市
- 祝／Anjo"北斗"・愛知県安城市
- 星の如し／Anjo"北斗"・愛知県安城市
- 導姫／浜松学生連鰻陀羅・静岡県浜松市
- オズの魔法使い／アクティブ大曽根・愛知県名古屋市
- 桜援歌／常笑・愛知県日進市
- 火躍／岐阜聖徳学園大学柳・岐阜県岐阜市
- 天照／夜宵・愛知県名古屋市
- 海鼓動／【豊夢】よさこいダンスチーム・三重県

2014
- 豪く凛々しく勇ましく／心纏い・愛知県名古屋市
- 戦国OKEHAZAMA／豊明乱舞・愛知県豊明市
- 流鏑馬／関学よさこい連炎流・兵庫県三田市
- 語り継がれし～晴天の詩～／岡山うらじゃ連蓮雫・岡山県
- 潮祭／風鈴鹿山・三重県鈴鹿市
- 稜威 -彌榮-／どまつりダンスチームkagura・愛知県名古屋市
- 和樂／大阪市立大学チーム朱蘭・大阪府大阪市
- ヨロシクSUMMER夏だJ!／笑゛Jr・愛知県犬山市
- 歓／Anjo"北斗"・愛知県安城市
- オズニバル／アクティブ大曽根・愛知県名古屋市
- 桜歌／岐阜聖徳学園大学柳・岐阜県岐阜市
- 七福神／夜宵・愛知県名古屋市
- 鼓の音／嘉們・大阪府大阪市
- 残響／守破離・愛知県名古屋市

2015
- 今、出で発ちの時／心纏い・愛知県名古屋市
- この瞬間、ともに!／豊明乱舞・愛知県豊明市
- OH!EN!DAN!／関学よさこい連炎流・兵庫県三田市
- わっしょ／岡山うらじゃ連蓮雫・岡山県
- 和祿／どまつりダンスチームkagura・愛知県名古屋市
- 錦／大阪市立大学チーム朱蘭・大阪府大阪市
- 結ぶ川〜What a TANABATAful World〜／Anjo"北斗"・愛知県安城市
- 鵜挑天／岐阜聖徳学園大学柳・岐阜県岐阜市
- 滾る／嘉們・大阪府大阪市
- 誓願の欠片〜源氏の夢舞台〜／守破離・愛知県名古屋市
- 伍条ノ郷／KanoN・愛知県名古屋市

2016
- 威風堂々／心纏い・愛知県名古屋市
- OKEHAZAMA LEGACY～受け継がれし者たち～／豊明乱舞・愛知県豊明市
- 金太郎／関学よさこい連炎流・兵庫県三田市
- 刀鍛えて／岡山うらじゃ連蓮雫・岡山県
- 下天／どまつりダンスチームkagura・愛知県名古屋市
- 遷叶／大阪市立大学チーム朱蘭・大阪府大阪市
- おもひおもふ／Anjo"北斗"・愛知県安城市
- 想伝荒／岐阜聖徳学園大学柳・岐阜県岐阜市
- 度胸／嘉們・大阪府大阪市
- 想愛〜月夜に詠うかぐや姫〜／守破離・愛知県名古屋市
- 師ノ式神／KanoN・愛知県名古屋市
- 稲穂唄／東京農業大学YOSAKOIソーラン部大黒天・神奈川県厚木市
- 華祭／大阪大学お祭りダンスサークル祭楽人・大阪府箕面市

2017
- まつりばやし／心纏い・愛知県名古屋市
- おいでよ!とよあけ～HAPPY TRAIN Here we go～／豊明乱舞・愛知県豊明市
- 魔法のランプ／関学よさこい連炎流・兵庫県三田市
- 郷／岡山うらじゃ連蓮雫・岡山県
- 八咫の國／どまつりダンスチームkagura・愛知県名古屋市
- 榮／大阪市立大学チーム朱蘭・大阪府大阪市
- 星乃行進／Anjo"北斗"・愛知県安城市
- 獅歌力／岐阜聖徳学園大学柳・岐阜県岐阜市
- 大阪 Come On!!／嘉們・大阪府大阪市
- 郷愁〜熱田の社〜／守破離・愛知県名古屋市
- 源氏ノ紫記／KanoN・愛知県名古屋市
- 大宴稔／東京農業大学YOSAKOIソーラン部大黒天・神奈川県厚木市
- 道しるべ／大阪大学お祭りダンスサークル祭楽人・大阪府箕面市
- 挑／京炎そでふれ!おどりっつ・京都府京都市
- 一寸Boy／祭舞WaiWai・愛知県愛知郡
- 霞空／東海大学響・神奈川県平塚市

2018
- はなめくこころ／心纏い・愛知県名古屋市
- 豊明戦隊インターチェンジ／豊明乱舞・愛知県豊明市
- 福男／関学よさこい連炎流・兵庫県三田市
- えんやらや／岡山うらじゃ連蓮雫・岡山県
- 九重～絢爛豪華～／どまつりダンスチームkagura・愛知県名古屋市
- 想酔／大阪市立大学チーム朱蘭・大阪府大阪市
- 灯龍們／岐阜聖徳学園大学柳・岐阜県岐阜市
- 大阪ナニワーズハイ!!／嘉們・大阪府大阪市
- 邂逅〜献灯の祀り〜／守破離・愛知県名古屋市
- 熱田ノ創／KanoN・愛知県名古屋市
- 農生語／東京農業大学YOSAKOIソーラン部大黒天・神奈川県厚木市
- 地獄の沙汰も笑い次第／大阪大学お祭りダンスサークル祭楽人・大阪府箕面市
- 繋／京炎そでふれ!おどりっつ・京都府京都市
- 粋TOGO／祭舞WaiWai・愛知県愛知郡
- 燈月／東海大学　響／神奈川県平塚市
- Bir k ON／津凪-tsunagi-・三重県津市

2019
- 彩り、めぐりあう／心纏い・愛知県名古屋市
- 大金星☆とよあけレストラン／豊明乱舞・愛知県豊明市
- 皿屋敷／関学よさこい連炎流・兵庫県三田市
- 吉備ノ宝／岡山うらじゃ連蓮雫・岡山県
- 神座-kamukura-／どまつりダンスチームkagura・愛知県名古屋市
- 溢喜／大阪市立大学チーム朱蘭・大阪府大阪市
- 真越兆／岐阜聖徳学園大学 柳・岐阜県岐阜市
- Wow!SAKA!MoooveMent!!／嘉們・大阪府大阪市
- 皆想う景色〜時代の名残〜／守破離・愛知県名古屋市
- 常夜ノ天照／KanoN・愛知県名古屋市
- 天詩／東京農業大学YOSAKOIソーラン部大黒天・神奈川県厚木市
- 酔いゑびす　大阪大学お祭りダンスサークル祭楽人・大阪府箕面市
- 弥栄／京炎そでふれ!おどりっつ・京都府京都市
- 活き、粋、TOGO／祭舞WaiWai・愛知県愛知郡
- 燈志／東海大学響・神奈川県平塚市
- De N con／津凪-tsunagi-・三重県津市
- 勢登UP!／テスク&祭人・北海道札幌市
- 魅志導〜みちしるべ〜／天嵩~Amata~・北海道千歳市
- おいでよ南知多／南知多町観光協会TVCM